# Agustín Enrique Herrera
Agustín Enrique Herrera Osuna (sinh ngày 22 tháng 3 năm 1985) là một tiền đạo bóng đá. Hiện tại anh thi đấu cho Estudiantes de Altamira theo dạng cho mượn từ Santos Laguna, ở Liga de Ascenso.
Herrera có màn ra mắt chuyên nghiệp ngày 22 tháng 1 năm 2006, trong thất bại 1-0 trước Pumas UNAM. Anh ghi bàn thắng chuyên nghiệp đầu tiên ngày 4 tháng 3 năm 2007. Anh vào sân từ phút 84, khi Santos đánh bại Monarcas Morelia, 2-1.
Agustin có ít thời gian chơi cho Santos, thường bị núp bóng dưới tài năng của Vicente Matías Vuoso và Carlos Darwin Quintero. Tuy nhiên, anh trở thành cầu thủ chủ chốt cho Santos ở CONCACAF Champions League, thi đấu 4 trận và ghi 5 bàn, bao gồm 1 hat-trick trước C.S.D. Municipal.